# Kånkåstjärnen
Kånkåstjärnen är en sjö i Sundsvalls kommun i Medelpad och ingår i Indalsälvens huvudavrinningsområde. Sjön har en area på 0,102 kvadratkilometer och ligger 297,1 meter över havet. Sjön avvattnas av vattendraget Kvarnån. Vid provfiske har abborre och öring fångats i sjön.

## Delavrinningsområde
Kånkåstjärnen ingår i det delavrinningsområde (694363-155619) som SMHI kallar för Utloppet av Börkelsjön. Medelhöjden är 292 meter över havet och ytan är 6,46 kvadratkilometer. Det finns inga avrinningsområden uppströms utan avrinningsområdet är högsta punkten. Kvarnån som avvattnar avrinningsområdet har biflödesordning 2, vilket innebär att vattnet flödar genom totalt 2 vattendrag innan det når havet efter 37 kilometer. Avrinningsområdet består mestadels av skog (89 procent). Avrinningsområdet har 0,39 kvadratkilometer vattenytor vilket ger det en sjöprocent på 6,1 procent.